# Le Raid Paris-Monte Carlo en deux heures
Le Raid Paris–Monte Carlo en automobile o Le Raid Paris–Monte Carlo en deux heures  és un curtmetratge mut de comèdia francès del 1905 dirigit per Georges Méliès. La pel·lícula, una parodia de les gestes d'automobilisme del rei Leopold II de Bèlgica, presenta el rei participant en un viatge maníac i inverosímilment ràpid en automòbil des de París fins a Monte Carlo. El cantant i còmic Harry Fragson protagonitza el rei, amb el suport d'un ampli repartiment d'intèrprets d'escenari del cabaret Folies Bergère i d'altres sales, amb dues aparicions cameo del mateix Méliès.
Méliès, treballant en col·laboració amb el director d'escena Victor de Cottens, va dissenyar la pel·lícula com un acte innovador de Folies Bergère que combina actuació escènica i pel·lícula, amb un pròleg i epíleg utilitzat per emmarcar la seqüència filmada. Després de l'estrena d'aquesta versió el 31 de desembre de 1904, Méliès va adaptar la pel·lícula per ser una estrena autònoma per a la seva distribució general el 1905. La fastuosa pel·lícula, disponible en versions en blanc i negre i colorida a mà, va ser un èxit popular i de crítica tant a França com a Amèrica. No obstant això, els alts valors de producció de la pel·lícula la van fer massa cara per a molts exhibidors, un dels diversos factors que van fer que la carrera de Méliès decaigués.

## Argument
El rei Leopold, de vacances a París, vol visitar Monte Carlo, però no té temps per al tren ràpid de disset hores entre les dues ciutats. Es troba amb un fabricant d'automòbils que afirma que el seu cotxe pot recórrer la distància en només dues hores. El Rei està d'acord i s'asseu al cotxe, mentre el fabricant d'automòbils fa de conductor. Una gran multitud els veu des de fora de l'Òpera de París, incloses moltes celebritats del món del teatre de París. Després d'aturar-se a omplir el cotxe de gasolina, el rei l'engega i, per inexperiència, accidentalment el fa tirar cap enrere sobre un policia, que és aixafat com una creps. El rei comença a inflar-lo amb una bomba i després, per estalviar temps, deixa que altres espectadors acabin la feina mentre ell marxa. Els espectadors es posen a la feina amb ganes, tant que el policia sobre-inflat acaba explotant.
El cotxe passa a gran velocitat sobre el camp francès i cap als Alps, saltant entre muntanyes i tombant a un carter mentre marxa. A les portes de Dijon, els funcionaris de la ciutat intenten aturar el cotxe per fer complir l'impost de l'octroi, però el cotxe manté el seu curs i xoca de cap a un dels funcionaris, que explota. El cotxe travessa la costa mediterrània, bolca una fruiteria, xoca contra un hivernacle, xoca amb un vagó de quitrà (amb una altra explosió) i, finalment, arriba a la tribuna dels espectadors que els espera a Montecarlo. El cotxe va ara a tal velocitat que, en comptes d'aturar-se davant de la tribuna, puja les escales i xoca a terra. El rei i el xofer, il·lesos per la seva carrera aventurera, reben una cordial salutació.

## Producció

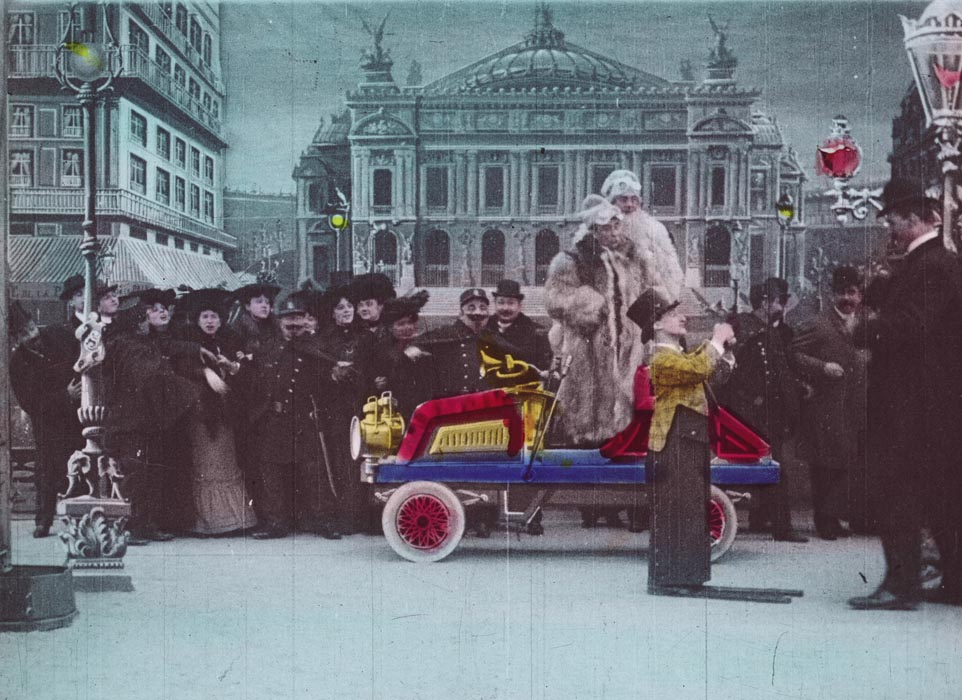
Marc d'una impressió pintada a mà de la pel·lícula

Per a la revista de cabaret Folies Bergère de 1904, el director Victor de Cottens es va apropar a Méliès —aleshores en el punt àlgid de la seva fama com a cineasta— amb la idea de combinar teatre i cinema presentant un curtmetratge com un dels catorze segments de la producció escènica. Els dos directors van elaborar un escenari que parodiaria les aventures automobilístiques del rei Leopold II de Bèlgica, famós per conduir, i sovint xocar, cotxes a gran velocitat. En la fusió escena-pantalla ideada per Méliès i de Cottens, el segment va començar com un esbós amb intèrprets en directe abans de continuar com a pel·lícula; al final de la pel·lícula, l'actor interpretant el Rei, així com altres actors que interpretaven espectadors animadors, van tornar a l'escenari per acabar l'esbós en directe.
Méliès va treure el repartiment de la pel·lícula de diverses fonts. Harry Fragson, un cantant i còmic nascut a Londres que era una de les estrelles del Folies Bergère en aquell moment, played the lead role of King Leopold. Louis Maurel, un cantant i còmic de París que havia treballat amb Fragson a la revista del Folies Bergère de 1903, era el xofer. A l'escena davant de l'Òpera de París, les celebritats reunides inclouen Jean Noté, un cantant a l'òpera; l'actor baixet Little Pich, el seu personatge era una imitació propera del conegut còmic britànic Little Tich, i que també va actuar en pel·lícules de Pathé Frères i de Gaumont Film Company; l'actor alt Antonich, conegut com el "suec gegant"; Félix Galipaux, que havia estat un popular monologuista de music hall a París des de la dècada de 1880 i que va actuar en diverses pel·lícules de Méliès; Jane Yvon, una animadora del Folies Bergère; Séverin Cafferra, un popular mim; i el mateix de Cottens. Fernande Albany, qui també apareix a les pel·lícules de Méliès Le Voyage à travers l'impossible, Le Tunnel sous la Manche ou le Cauchemar franco-anglais, i À la conquête du pôle, va interpretar la dama grassa de l'escena de Dijon, i els animadors del Folies Bergère Blondet i Raiter també van fer aparicions. El mateix Méliès interpreta dos papers a la pel·lícula: un carter que és atropellat pel cotxe i el funcionari d'octroi que explota. Méliès també va integrar més figurants a la pel·lícula del que era habitual per a ell, de vegades posant-los en escena en capes per a la claredat visual, i de vegades deixant-los moure al capritx per crear agrupacions més desorganitzades i naturalistes.
A més de la paròdia del rei Leopold II, l'escenari de Méliès per a la pel·lícula inclou un altre element d'actualitat: l'escena amb el vagó de quitrà es basa en els experiments d'Ernest Guglielminetti, que va estendre quitrà per una petita part del camí de grava a Mònaco. Aquest experiment, àmpliament informat per la premsa, va eliminar amb èxit els núvols de pols emesos pels cotxes a les carreteres de grava i sorra.
Els efectes especials de la pel·lícula es van crear utilitzant maquinària escènica, maqueta, pirotècnia i la tècnica d'edició coneguda com a escamoteig. Els plans llargss que mostraven el cotxe es van filmar amb un cotxe en miniatura i un paisatge rodant per davant, creant un efecte multiplà. La majoria de les escenes, inclosa la recreació detallada i fidel de la Place de l'Opéra a l'exterior de l'Òpera, es van pintar escenografies d'estudi, com era costum de Méliès. Tanmateix, l'última escena, que mostra l'arribada a Montecarlo, es va rodar no a l'estudi sinó a l'exterior, al jardí de Méliès.

## Estrena i recepció

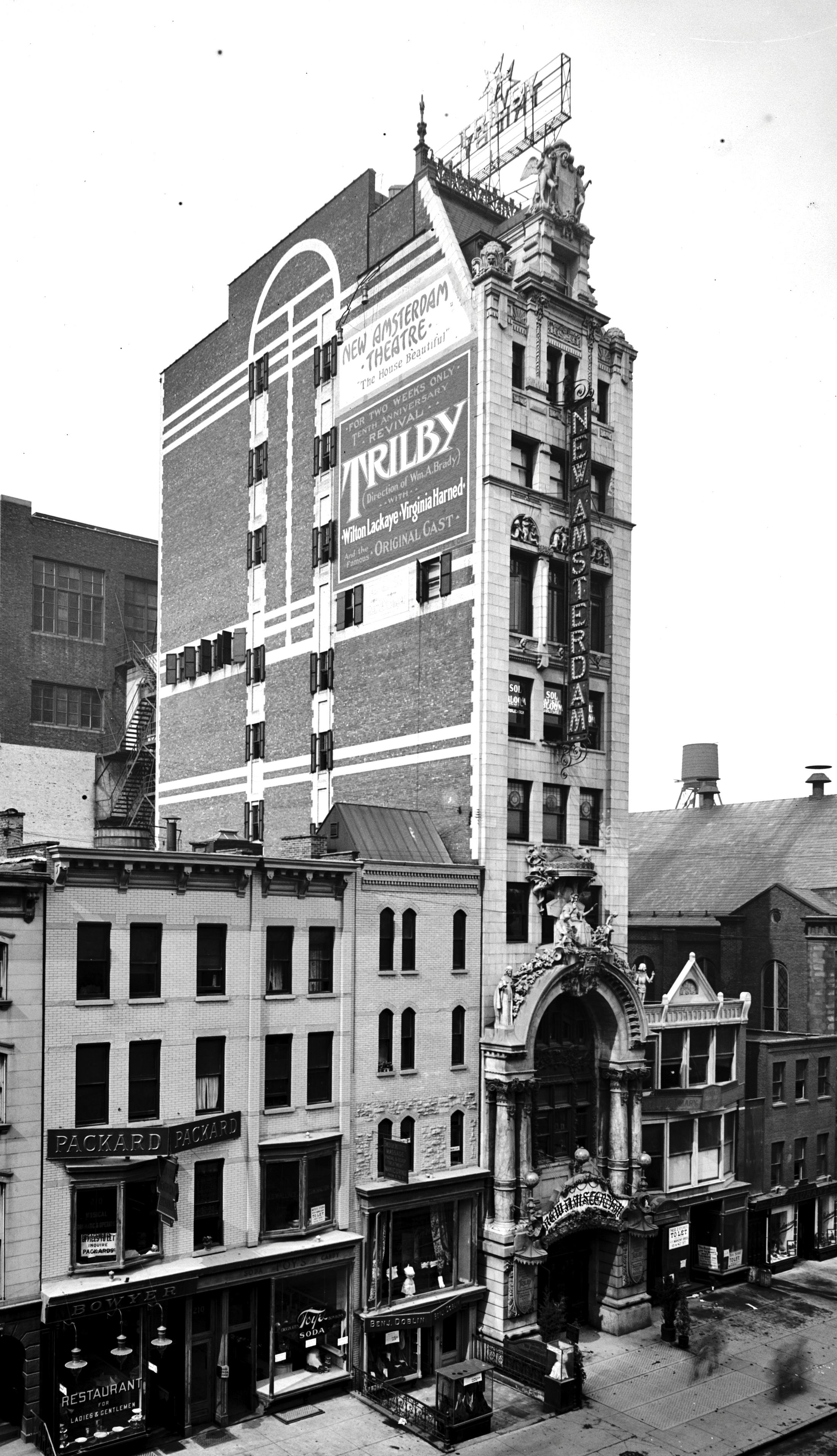
The New Amsterdam Theater el 1905, l'any que s'hi va estrenar la pel·lícula

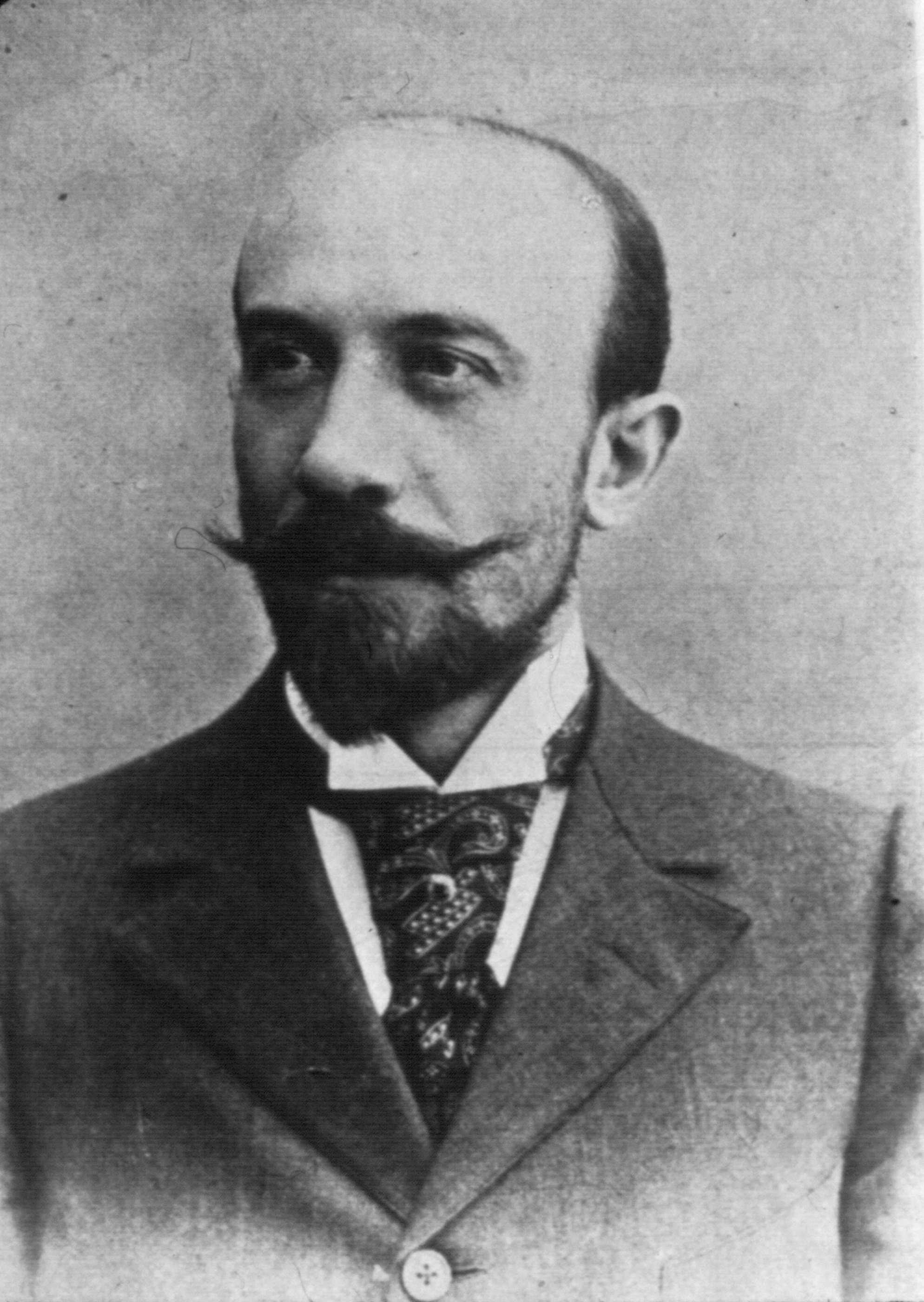
Georges Méliès

Le Raid Paris-Monte Carlo en deux heures es va estrenar a la nit d'obertura de gala de la revista Folies Bergère el 31 de desembre de 1904. Va funcionar durant sis mesos al Folies Bergère, amb una durada de més de 300 representacions. Méliès també pretenia que la pel·lícula fos projectada per exhibidors d'altres llocs, fora del context de la revista. Així, després de la seva projecció al Folies Bergère, va ser llançat com a article autònom per la Star Film Company de Méliès i numerat 740–749 als seus catàlegs, on s'anuncia com a grande course fantastique funambulesque. Igual que amb almenys el quatre per cent de la producció de Méliès, la pel·lícula estava disponible tant en blanc i negre com en impressions individuals colorides a mà venudes a un preu més elevat.
La pel·lícula també es va estrenar als Estats Units, per la Sucursal de Nova York de l'empresa de Méliès. Durant l'estiu de 1905, Klaw & Erlanger la va mostrar als Aerial Gardens, al terrat del New Amsterdam Theatre. En el llançament nord-americà, les escenes es van reorganitzar lleugerament: la primera i la segona es van canviar en ordre, igual que la sisena i la setena. A més, a causa d'una renumeració, es van anunciar deu taules en comptes dels dotze del catàleg francès, tot i que no es va eliminar cap escena. (Les dues còpies de la pel·lícula que es conserven a l'arxiu de la família Méliès, la Cinémathèque Méliès, utilitzen l'ordenació francesa de les escenes.) Una altra discrepància entre els catàlegs francès i estatunidenc es produeix per raons polítiques: el catàleg americà especifica que el protagonista és el rei Leopold, però el francès manté l'anonimat de la identitat, per no ofendre el públic belga. De la mateixa manera, els Alps de la pel·lícula s'anomenen com a tal al catàleg americà però no tenen nom al francès.
Le Raid Paris-Monte Carlo en deux heures va ser una de les pel·lícules més reeixides de Méliès,i va ser aclamada al Folies Bergère durant sis mesos. Una ressenya a The New York Clipper  va dir que la pel·lícula "és molt intel·ligent i manté el públic en continu bon humor". The Morning Telegraph va coincidir, informant que la pel·lícula "va tenir un èxit instantani. No hi ha res més divertit que s'hagi vist aquí en molts dies. ... La cosa és un crit."
Tanmateix, l'empresa no va ser tan rendible com Méliès havia esperat; els alts costos de la fastuosa pel·lícula pintada a mà la van posar fora de l'abast de molts expositors de fira. Aquestes dificultats financeres, que van continuar amb la pel·lícula igualment espectacular de Méliès Les Quatre Cents Farces du diable l'any següent, va ajudar a accelerar el declivi de la carrera de Méliès.
Sobreviuen parts d'almenys tres impressions de la pel·lícula: una impressió completa de nitrats amb el cotxe de vegades pintat de vermell, fou donada a la néta de Méliès, Madeleine Malthête-Méliès, per un col·leccionista nord-americà; una impressió incompleta de nitrats pintada a mà, comprada per Malthête-Méliès a un col·leccionista belga; i alguns fragments a l'Acadèmia d'Arts i Ciències Cinematogràfiques. En el seu estudi de Méliès, l'historiador del cinema John Frazer va valorar molt positivament la pel·lícula, assenyalant el seu ús acurat de la continuïtat. de direcció i comparant-ho amb les comèdies de Mack Sennett i amb la pel·lícula d'automòbils de 1968 Chitty Chitty Bang Bang. Méliès va fer una altra pel·lícula en una línia similar, Le Raid New York–Paris en automobile, el 1908; també va ser rebuda amb èxit.